# Доусон, Кэтлин
Кэтлин Доусон (англ. Kathleen Dawson, род. 3 октября 1997, Керколди, Файф) — британская пловчиха, четырёхкратная чемпионка Европы, призёр чемпионатов Европы. Член сборной Великобритании по плаванию.

## Спортивная карьера
Кэтлин Доусон приняла участие в чемпионате Европы по водным видам спорта, который проходил в Лондоне в 2016 году, где сумела завоевать первую свою золотую медаль выступив в составе эстафетной четвёрки 4 по 100 метров комплексным плаванием. На этом же соревновании она заняла третье место на дистанции 100 метров на спине. 
Через два года на аналогичном турнире в Глазго Доусон в составе эстафетной команды Великобритании комплексным плаванием на 100 метров завоевала бронзовую медаль. 
Британская спортсменка выполнила норматив на дистанциях 100 и 200  метров на спине для участия в летних Олимпийских играх в Токио.
В мае на чемпионате Европы по водным видам спорта, который состоялся в Будапеште, в Венгрии, Кэтлин на дистанции 100 метров на спине завоевала золотую медаль и стала чемпионкой Европы в индивидуальном виде плавания. Кроме того ещё две золотые медали она завоевала в составе эстафетных команд: женской эстафете 4 по 100 метров комплексным плаванием и в смешанной эстафете 4 по 100 метров. В финальном заплыве на дистанции 50 метров на спине она была второй.